# Barbara Frittoli
Barbara Frittoli (ur. 19 kwietnia 1967 w Mediolanie) – włoska śpiewaczka, sopran.

## Dyskografia
- Giacomo Puccini: Tryptyk (Decca)
- Gioacchino Rossini: Cyrulik sewilski (Teldec)
- Rossini: Podróż do Reims (Sony)
- Giuseppe Verdi aria (Warner Classics International)
- Giovanni Battista Pergolesi: Stabat Mater (Emi, 1996), di Pergolesi (dyrygent – Riccardo Muti)
- Puccini: Cyganeria (Philips, 1999), (dyrygent – Zubin Mehta), (+Andrea Bocelli)
- Ruggero Leoncavallo: Pajace (Decca, 1999), (dyrygent – Riccardo Chailly), (José Cura, Carlos Álvarez)
- Verdi: Trubadur, (Sony, 2001), (dyrygent – Riccardo Muti), (+ Salvatore Licitra, Leo Nucci)

DVD
- Verdi: Falstaff (1999) – dyrygent Bernard Haitink, reż. Graham Vick ((Opus Arte UK Ltd.)
- Rossini: Mojżesz i faraon (2005) – dyrygent – Riccardo Muti, + Giuseppe Filianoti, Sonia Ganassi
- Verdi: Otello (2006) – dyrygent – Riccardo Muti, reż. Graham Vick), (+ Plácido Domingo, Leo Nucci
- Verdi: Falstaff (2007) – dyrygent – Zubin Mehta, reż. Luca Ronconi